# 47 Meters Down
47 Meters Down (ook bekend als In the Deep) is een Brits-Amerikaanse film uit 2017, geregisseerd door Johannes Roberts.

## Verhaal
In Mexico zijn de twee zussen Lisa en Kate op vakantie. Ze worden door twee lokale mannen uitgenodigd om mee te gaan, om op zee in een ijzeren kooi naar witte haaien te kijken. Ze varen met een oude boot. Als ze op de plaats van bestemming komen gaan de twee mannen eerst in de kooi. Als die weer naar boven komen is het de beurt aan de zussen. Maar als die nog maar even onderwater zijn breekt de kraan van de kooi af, waardoor ze los raken van de boot. In de kooi belanden ze op 47 meter onderwater op de bodem van de zee.

## Rolverdeling
- Mandy Moore als Lisa
- Claire Holt als Kate
- Chris J. Johnson als Javier
- Yani Gellman als Louis
- Santiago Segura als Benjamin
- Matthew Modine als Kapitein Taylor

## Achtergrond
De titel 47 Meters Down begon als werktitel en zou aanvankelijk vervangen worden door de titel In the Deep. Echter werd vlak voor release de titel weer teruggedraaid naar 47 Meters Down.